# Ali Abdussalam Treki
Ali Abdussalam Treki (en árabe: علي عبد السلام التريكي‎‎; Libia, 1938-El Cairo, 19 de octubre de 2015) fue un diplomático y político libio. Fue Ministro de Relaciones Exteriores de Libia de 1976 a 1982 y entre 1984 y 1986.
Treki asumió el cargo de Presidente de la Asamblea General de las Naciones Unidas el 15 de septiembre de 2009.

## Biografía
Nació en 1938. Treki fue Embajador de Libia en Francia desde el 3 de febrero de 1995, siendo subsecuentemente Secretario para los Asuntos Africanos desde mayo de 1999 a junio del 2003. Fue luego nombrado Representante Permanente Representante de Libia ante las Naciones Unidas, para su tercer periodo en el cargo; presentó sus credenciales el 18 de septiembre de 2003. A mediados del 2004, fue nombrado como Consejero Especial del líder libio Muammar al-Gaddafi, y el 3 de enero de 2005 empezó un periplo por países de África, actuando como Enviado especial de Gaddafi, para solucionar varios conflictos y disputas en dicho continente. A mediados de enero de 2005, durante una reorganización del Ministerio de Relaciones Exteriores, fue nombrado Secretario para los Asuntos de la Unión Africana por el Congreso General Popular de Libia. Luego Libia presentó la candidatura de Treki a la elección al puesto de Presidente de la Comisión de la Unión Africana de la Cumbre AU en Addis Ababa a principios del 2008, siendo rechazada dado que se hizo tarde.
En el plano internacional destaca en la historia mundial al ocupar un alto cargo en la ONU: Presidente de la Asamblea General de las Naciones Unidas, que fue asumido el 15 de septiembre del 2009.
Posteriormente, tras estallar el conflicto en Libia, el 4 de marzo de 2011 Treki fue designado por el Gobierno de Gaddafi como su representante ante la ONU, pero tuvo que renunciar a su cargo poco después tras serle denegado el visado de entrada por el Gobierno de Estados Unidos.